# Dorothea Hochleitner
Dorothea „Thea” Hochleitner (ur. 10 lipca 1925 w Badgastein, zm. 11 maja 2012 w Kufstein) – austriacka narciarka alpejska, brązowa medalistka igrzysk olimpijskich i mistrzostw świata.

## Kariera
Pierwsze sukcesy w karierze Dorothea Hochleitner odniosła w 1951 roku, kiedy wygrała bieg zjazdowy w rodzinnym Bad Gastein. Dwa lata później wygrała zjazd w St. Anton w ramach zawodów Arlberg-Kandahar-Rennen, a w 1955 roku była najlepsza w slalomie podczas zawodów Harriman Cup w Sun Valley. W 1956 roku wystartowała na igrzyskach olimpijskich w Cortinie d’Ampezzo, zdobywając brązowy medal w gigancie. W zawodach tych wyprzedziły ją jedynie Ossi Reichert ze Wspólnej Reprezentacji Niemiec oraz kolejna Austriaczka, Josefa Frandl. Jej przewaga nad zajmującymi ex aequo czwarte miejsce Andreą Mead-Lawrence z USA i Madeleine Berthod ze Szwajcarii wyniosła zaledwie 0,1 sekundy. Parę dni później była także siódma w zjeździe oraz dwunasta w slalomie. Rok później Hochleitner wygrała między innymi zjazd w Crans-Montana oraz zjazd, slalom i kombinację na zboczach Etny. Brała także udział w rozgrywanych w 1958 roku w mistrzostwach świata w Badgastein, jednak nie zdobyła medalu. Najlepszy wynik osiągnęła w gigancie, który ukończyła na dziewiątej pozycji. W 1958 roku zakończyła karierę.
Po zakończeniu kariery pracowała dla austriackiej formy produkującej sprzęt narciarski – Kneissl.
Ponadto w 1996 roku została odznaczona Odznaką Honorową za Zasługi dla Republiki Austrii.

## Osiągnięcia

### Igrzyska olimpijskie
| Miejsce | Dzień       | Rok  | Miejscowość       | Konkurencja | Czas biegu | Strata | Zwyciężczyni      |
| ------- | ----------- | ---- | ----------------- | ----------- | ---------- | ------ | ----------------- |
| 3.      | 27 stycznia | 1956 | Cortina d’Ampezzo | Gigant      | 1:56,5 min | +1,7 s | Rosa Reichert     |
| 12.     | 30 stycznia | 1956 | Cortina d’Ampezzo | Slalom      | 1:52,3 min | +8,7 s | Renée Colliard    |
| 7.      | 1 lutego    | 1956 | Cortina d’Ampezzo | Zjazd       | 1:40,7 min | +7,2 s | Madeleine Berthod |

### Mistrzostwa świata
| Miejsce | Dzień       | Rok  | Miejscowość       | Konkurencja | Czas biegu | Strata | Zwyciężczyni      |
| ------- | ----------- | ---- | ----------------- | ----------- | ---------- | ------ | ----------------- |
| 3.      | 27 stycznia | 1956 | Cortina d’Ampezzo | Gigant      | 1:56,5 min | +1,7 s | Rosa Reichert     |
| 12.     | 30 stycznia | 1956 | Cortina d’Ampezzo | Slalom      | 1:52,3 min | +8,7 s | Renée Colliard    |
| 7.      | 1 lutego    | 1956 | Cortina d’Ampezzo | Zjazd       | 1:40,7 min | +7,2 s | Madeleine Berthod |
| 20.     | 6 lutego    | 1958 | Badgastein        | Zjazd       | 2:12,1 min | +4,2 s | Lucile Wheeler    |
| 9.      | 8 lutego    | 1958 | Badgastein        | Gigant      | 1:54,6 min | ?      | Lucile Wheeler    |